# Pico Muxivén
El pico Muxivén es una montaña de 2027 m de altitud ubicada en el sector central de la cordillera Cantábrica. Administrativamente pertenece al municipio leonés de Villablino, en la comarca de Laciana.

## Ruta de acceso
La ruta de montañismo más habitual para llegar al pico Muxivén parte del pueblo de Lumajo.

## Referencias

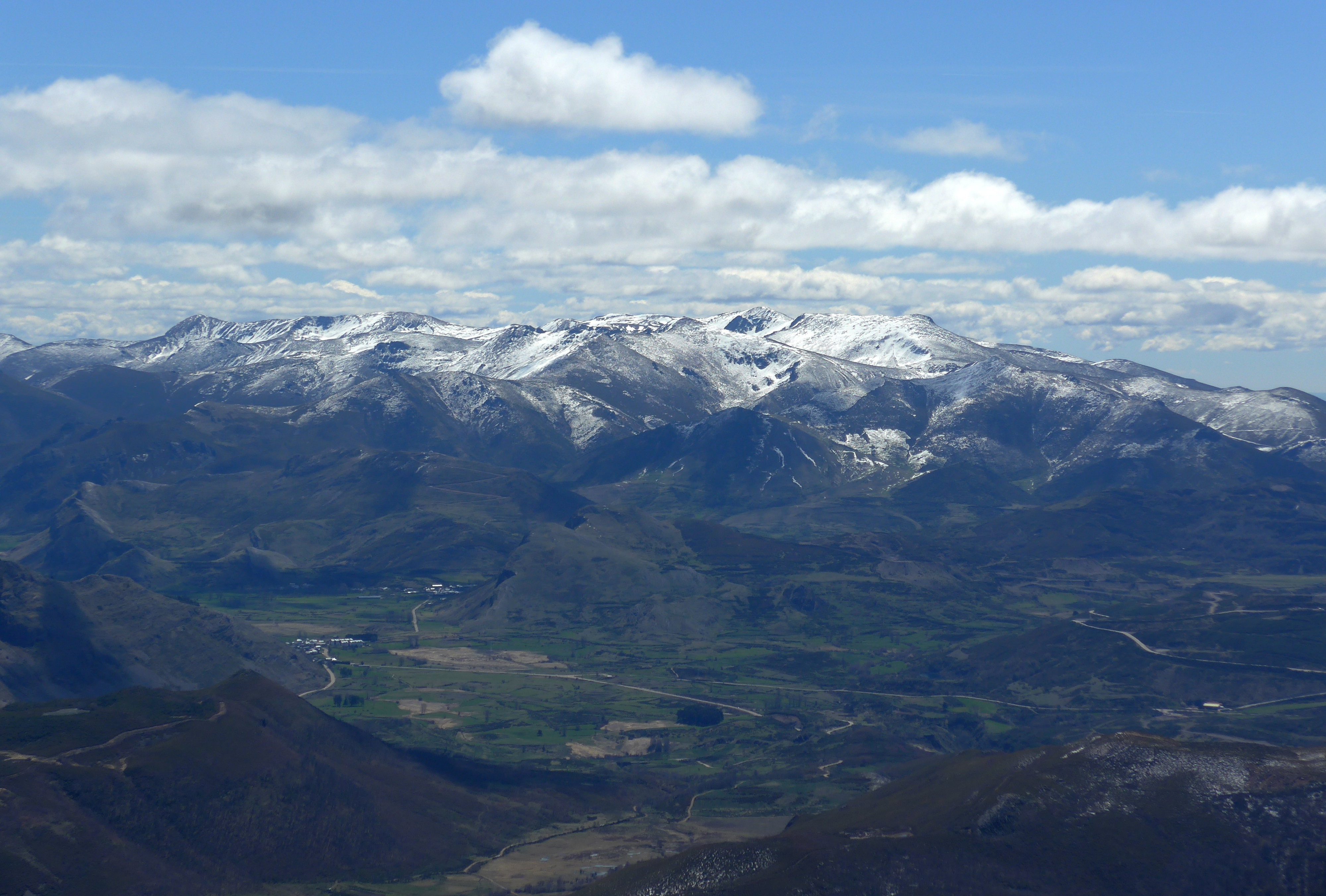
Panorama desde la cima del Muxivén